# Vuelta a España 2014
Die 69. Vuelta a España fand vom 23. August bis 14. September 2014 statt. Die Rundfahrt startete mit einem Mannschaftszeitfahren in Jerez de la Frontera und endete nach insgesamt 3239,9 Kilometern mit einem Einzelzeitfahren in Santiago de Compostela. Erstmals seit 1994 wurde die letzte Etappe nicht in Madrid ausgetragen; auch 1993 ging die Vuelta mit einem Einzelzeitfahren in Santiago de Compostela zu Ende.
Auf dem Programm standen drei Zeitfahren, acht Etappen mit Bergankunft, zwei Etappen mit Hügel-Finale, drei Etappen mit hügeligem Profil und fünf Etappen, die für eine Sprintankunft prädestiniert waren.
Gesamtsieger wurde der Spanier Alberto Contador. Mit seinen dritten Erfolg zieht er mit den Rekordsiegern Tony Rominger und Roberto Heras gleich. Den zweiten Platz belegte der Brite Christopher Froome vor dem Spanier Alejandro Valverde.

## Teilnehmer
Die 198 angetretenen Fahrer stammten aus 34 Nationen. Mit 28 Fahrern stellte Spanien die größte Fraktion, gefolgt von Frankreich mit 27 und Italien mit 26 Fahrern.
Elf deutsche Fahrer sind an den Start gegangen, darunter der Weltmeister im Einzelzeitfahren Tony Martin, der fünffache Etappensieger John Degenkolb und der 14. des Vorjahres, Dominik Nerz.
Die weiteren Deutschen Teilnehmer waren: Christian Knees, Robert Wagner und Paul Martens, Patrick Gretsch, Johannes Fröhlinger und Nikias Arndt, Gerald Ciolek und Dominic Klemme.
Aus der Schweiz nahmen acht Fahrer teil. Das Schweizer Team IAM Cycling ging mit Marcel Aregger, Johann Tschopp, Pirmin Lang und Jonathan Fumeaux an den Start. Dazu kamen noch Fabian Cancellara, Oliver Zaugg sowie Danilo Wyss und Steve Morabito.
Einziger Teilnehmer aus Österreich war Matthias Krizek, der für das italienische Cannondale Team startete.

### Teams
Startberechtigt waren die 18 ProTeams. Zusätzlich wurden vier Professional Continental Teams eingeladen. Das südafrikanische Team MTN Qhubeka hat erstmals an einer Grand Tour teilgenommen. IAM Cycling und Cofidis, Solutions Crédits haben nach der Tour de France ihre zweite Grand Tour des Jahres bestritten.

### Favoriten
Topfavorit auf den Gesamt-Sieg war der Gewinner des Giro d’Italia 2014 und der Zweite der Tour de France von 2013, Nairo Quintana aus Kolumbien, der für das spanische Movistar Team fuhr. Seine größten Konkurrenten waren Christopher Froome und Joaquim Rodríguez. Beide mussten 2014 schon eine Grand Tour aufgrund der Folgen von Stürzen vorzeitig beenden.
Weitere Kandidaten für einen Platz auf dem Podium waren Quintanas Teamkollege Alejandro Valverde, der bei der Tour den vierten Platz belegte, Rigoberto Urán und Fabio Aru, die beim Giro die Plätze zwei und drei hinter Quintana belegten und der Dritte der Tour, Thibaut Pinot.
Garmin-Sharp und Belkin brachten mit Andrew Talansky, Daniel Martin und Ryder Hesjedal sowie Wilco Kelderman, Robert Gesink und Laurens ten Dam jeweils drei Rundfahrtspezialisten an den Start.
Über die Form des von seinem Schienbeinbruch wieder genesenen Alberto Contador ließ sich im Vorfeld keine Aussage treffen. Vorjahressieger Christopher Horner wurde einen Tag vor Rennbeginn aufgrund eines zu niedrigen Cortisolwertes von seinem Team Lampre-Merida aus dem Aufgebot genommen.
Favoriten im Massensprint waren der Sieger der Punktewertung bei der Tour, Peter Sagan, der Sieger der Punktewertung beim Giro d’Italia 2014 Nacer Bouhanni sowie der fünffache Etappensieger John Degenkolb. Weitere Fahrer mit Chancen auf einen Sieg bei einer Flachetappe waren Michael Matthews, Tom Boonen und Gerald Ciolek.
In den beiden Zeitfahren waren die mehrfachen Weltmeister im Einzelzeitfahren Tony Martin und Fabian Cancellara sowie der Italienische Meister im Einzelzeitfahren, Adriano Malori, die Favoriten.

## Etappenübersicht
Die Spanienrundfahrt begann mit einem kurzen Mannschaftszeitfahren in Jerez de la Frontera im Süden Spaniens. An den folgenden Tagen führte die Strecke über flaches und hügeliges Terrain durch Andalusien. Die erste Bergankunft erfolgte im Ziel der sechsten Etappe in La Zubia. Im weiteren Verlauf führte die Strecke nach Norden. Nach dem ersten Ruhetag fand das erste Einzelzeitfahren in der Provinz Saragossa statt. Der Schwerpunkt der Vuelta lag von nun an auf dem Jakobsweg, viele Orte entlang des Pilgerweges wurden angefahren. In der zweiten Woche der Rundfahrt standen vier Bergetappen im Norden Spaniens im Programm. Galicien erreichten die Fahrer in der letzten Woche. Hier ging das Rennen mit zwei Bergetappen und dem abschließenden Einzelzeitfahren in Santiago de Compostela zu Ende.
| Etappe | Datum       | Strecke                                                             | Typ                   | Typ | km    | Etappensieger        | Maillot Rojo         |
| ------ | ----------- | ------------------------------------------------------------------- | --------------------- | --- | ----- | -------------------- | -------------------- |
| 1      | Sa, 23. Aug | Jerez de la Frontera – Jerez de la Frontera                         | Mannschaftszeitfahren | MZF | 12,6  | Movistar Team        | Jonathan Castroviejo |
| 2      | So, 24 Aug  | Algeciras – San Fernando                                            | Flachetappe           | FE  | 174,4 | Nacer Bouhanni       | Alejandro Valverde   |
| 3      | Mo, 25 Aug  | Cádiz – Arcos de la Frontera                                        | Mittelgebirgsetappe   | ME  | 197,6 | Michael Matthews     | Michael Matthews     |
| 4      | Di, 26 Aug  | Mairena del Alcor – Córdoba                                         | Mittelgebirgsetappe   | ME  | 164,7 | John Degenkolb       | Michael Matthews     |
| 5      | Mi, 27 Aug  | Priego de Córdoba – Ronda                                           | Flachetappe           | FE  | 180   | John Degenkolb       | Michael Matthews     |
| 6      | Do, 28 Aug  | Benalmádena – La Zubia                                              | Hochgebirgsetappe     | HE  | 167,1 | Alejandro Valverde   | Alejandro Valverde   |
| 7      | Fr, 29 Aug  | Alhendín – Alcaudete                                                | Mittelgebirgsetappe   | ME  | 169   | Alessandro De Marchi | Alejandro Valverde   |
| 8      | Sa, 30 Aug  | Baeza – Albacete                                                    | Flachetappe           | FE  | 207   | Nacer Bouhanni       | Alejandro Valverde   |
| 9      | So, 31 Aug  | Carboneras de Guadazaón – Aramón Valdelinares                       | Hochgebirgsetappe     | HE  | 185   | Winner Anacona       | Nairo Quintana       |
| R      | Mo, 1 Sep   | 1. Ruhetag                                                          | Ruhetag               |     |       |                      |                      |
| 10     | Di, 2 Sep   | Real Monasterio de Santa María de Veruela – Borja                   | Einzelzeitfahren      | EZF | 36,7  | Tony Martin          | Alberto Contador     |
| 11     | Mi, 3 Sep   | Pamplona – Santuario de San Miguel de Aralar                        | Hochgebirgsetappe     | HE  | 153,4 | Fabio Aru            | Alberto Contador     |
| 12     | Do, 4 Sep   | Logroño – Logroño                                                   | Flachetappe           | FE  | 166,4 | John Degenkolb       | Alberto Contador     |
| 13     | Fr, 5 Sep   | Belorado – Obregón/Penagos                                          | Mittelgebirgsetappe   | ME  | 188,7 | Daniel Navarro       | Alberto Contador     |
| 14     | Sa, 6 Sep   | Santander – La Camperona/Valle de Sábero                            | Hochgebirgsetappe     | HE  | 200,8 | Ryder Hesjedal       | Alberto Contador     |
| 15     | So, 7 Sep   | Oviedo – Lagos de Covadonga                                         | Hochgebirgsetappe     | HE  | 152,2 | Przemysław Niemiec   | Alberto Contador     |
| 16     | Mo, 8 Sep   | San Martín del Rey Aurelio – La Farrapona/Lago de Somiedo           | Hochgebirgsetappe     | HE  | 160,5 | Alberto Contador     | Alberto Contador     |
| R      | Di, 9 Sep   | 2. Ruhetag                                                          | Ruhetag               |     |       |                      |                      |
| 17     | Mi, 10 Sep  | Ortigueira – A Coruña                                               | Flachetappe           | FE  | 190,7 | John Degenkolb       | Alberto Contador     |
| 18     | Do, 11 Sep  | A Estrada – Monte Castrove/Meis                                     | Hochgebirgsetappe     | HE  | 157   | Fabio Aru            | Alberto Contador     |
| 19     | Fr, 12 Sep  | Salvatierra de Miño – Cangas de Morrazo                             | Mittelgebirgsetappe   | ME  | 180,5 | Adam Hansen          | Alberto Contador     |
| 20     | Sa, 13 Sep  | Santo Estevo de Ribas de Sil – Puerto de Ancares                    | Hochgebirgsetappe     | HE  | 185,7 | Alberto Contador     | Alberto Contador     |
| 21     | So, 14 Sep  | Santiago de Compostela – Santiago de Compostela/El Final del Camino | Einzelzeitfahren      | EZF | 9,7   | Adriano Malori       | Alberto Contador     |

MZF – Mannschaftszeitfahren | EZF – Einzelzeitfahren | FE – Flachetappe | ME – Mittelgebirgsetappe | HE – Hochgebirgsetappe

## Rennverlauf

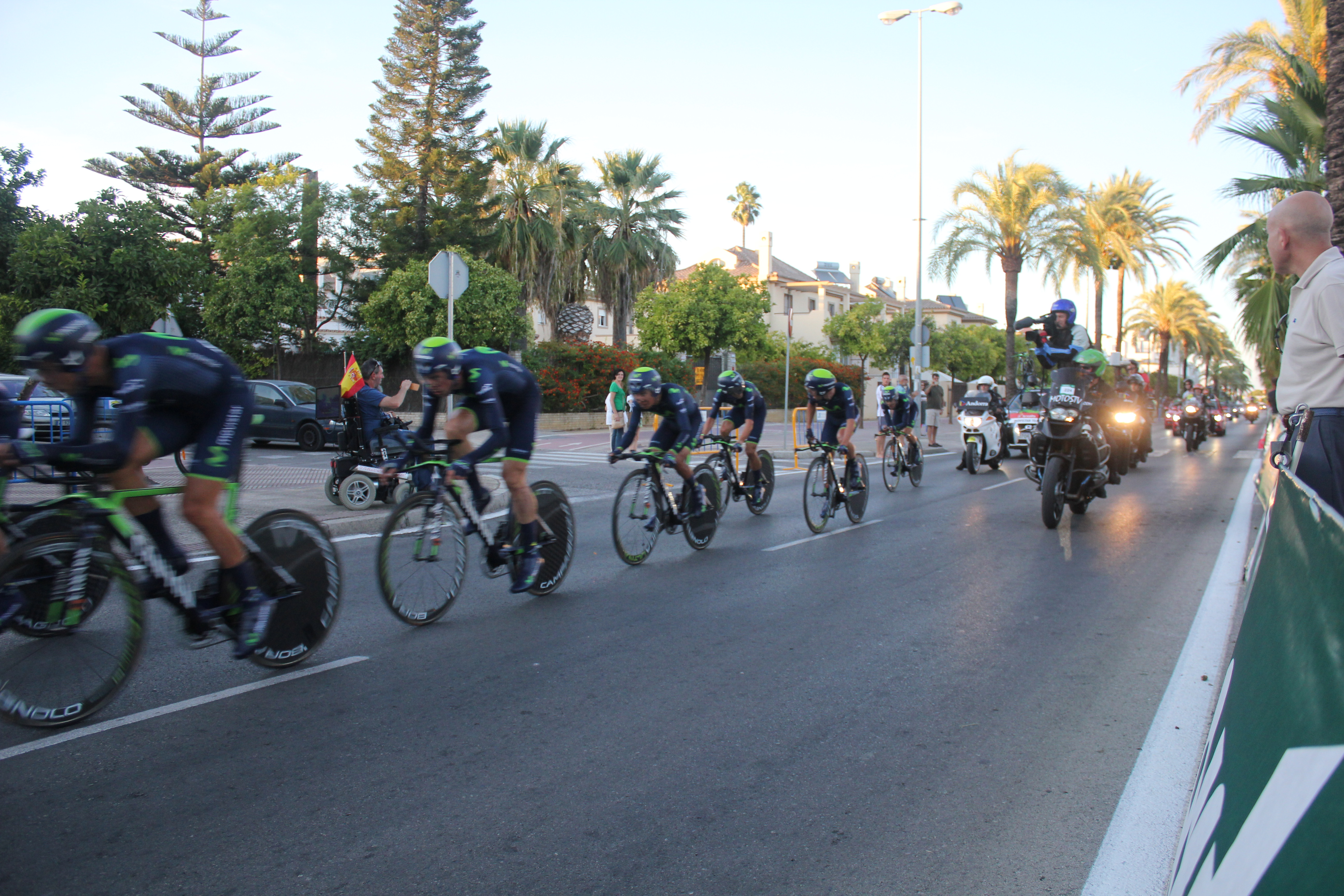
Das Movistar Team während des Teamzeitfahrens in Jerez.

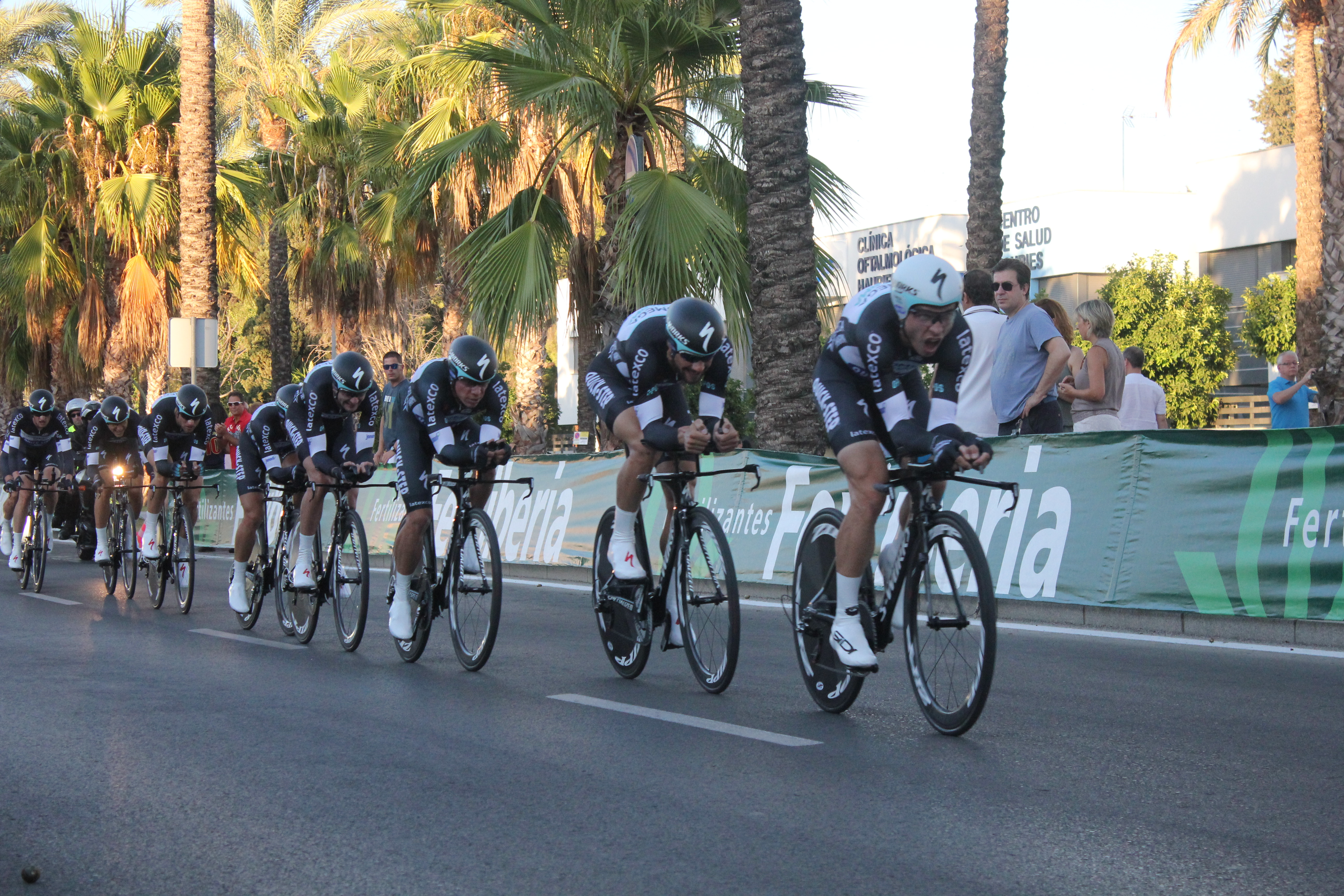
Das Omega Pharma-Quick-Step Cycling Team mit Tony Martin an der Spitze.

Das favorisierte Movistar Team konnte seinen Erfolg von 2012 wiederholen und das Mannschaftszeitfahren zum Auftakt der Vuelta in Jerez de la Frontera gewinnen. Wie zwei Jahre zuvor in Pamplona führte Jonathan Castroviejo sein Team ins Ziel und bekam somit das erste Maillot Rojo überreicht. Überraschenderweise wurde Cannondale Zweiter, dahinter folgte fast zeitgleich das australische Orica GreenEdge Team. Sky und Katusha, mit den Mitfavoriten Christopher Froome und Joaquim Rodríguez, verloren unerwartet viel Zeit. Sie erreichten das Ziel auf den Plätzen elf und 16 mit einem Rückstand von 27 bzw. 38 Sekunden auf Sieger Movistar mit Topfavorit Nairo Quintana.
Im Massensprint der zweiten Etappe setzte sich Nacer Bouhanni vor John Degenkolb durch. Bouhanni sicherte sich durch seinen Sieg das erste Maillot Verde. Nathan Haas und Valerio Conti, die Teil einer Ausreißergruppe waren, eroberten jeweils das erste Maillot Lunares (Bergwertung) bzw. Maillot Blanco (Kombinationswertung). Die Führung im Gesamtklassement wechselte von Jonathan Castroviejo zu seinem Teamkollegen Alejandro Valverde. Beide erreichten das Ziel zeitgleich mit dem Sieger, aber aufgrund seiner schlechteren Tagesplatzierung fiel Castroviejo auf Platz vier zurück.
Im sechs Prozent steilen Schlusskilometer der dritten Etappe setzte sich Michael Matthews durch und übernahm wie auch beim Giro die Gesamtführung. Die darauffolgenden beiden Etappen gewann John Degenkolb. Bei der ersten Bergankunft in La Zubia setzte sich Alejandro Valverde im Sprint der Klassementfahrer durch und eroberte das Rote Trikot zurück.

## Wertungen im Rennverlauf
- Der Führende der Gesamtwertung trug das Maillot Rojo. Die Reihenfolge der Wertung ergab sich aus den Zeitabständen zwischen den einzelnen Fahrern nach jeder Etappe. Zusätzlich gab es im Ziel einer jeden Etappe Zeitgutschriften in Höhe von 10, 6 und 4 Sekunden für die ersten drei Fahrer. Auf jeder Etappe wurden zwei Zwischensprints durchgeführt. Hier erhielten die ersten drei Fahrer einen Bonus von 3, 2 und einer Sekunde. Bei den drei Zeitfahren wurden keine Zeitbonifikationen vergeben.
- Der Führende der Punktewertung trug das Maillot Verde. Punkte wurden nach folgendem Schema vergeben:
  - Etappenankünfte: 25, 20, 16, 14, 12, 10, 9, 8, 7, 6, 5, 4, 3, 2 und einen Punkt für die ersten 15 Fahrer im Ziel
  - Zwischensprints: 4, 2 und einen Punkt für die ersten Drei
- Der Führende der Bergwertung trug das Maillot Lunares (Weißes Trikot mit Blauen Punkten). 2014 wurden an 40 kategorisierten Anstiegen Punkte vergeben. Diese waren nach Schwierigkeit in fünf Kategorien unterteilt:
  - Cima Chava Jiménez auf dem Puerto de Ancares: 20, 15, 10, 6, 4, und 2 Punkte für die ersten sechs Fahrer im Ziel der 20. Etappe
  - Categoría Especial an den Lagos de Covadonga: 15, 10, 6, 4, und 2 Punkte für die ersten fünf Fahrer im Ziel der 15. Etappe
  - zehn Berge der ersten Kategorie: 10, 6, 4, 2 und einen Punkt für die ersten fünf Fahrer an der Bergwertung
  - 13 Anstiege der zweiten Kategorie: 5, 3, und einen Punkt für die ersten Drei
  - 15 Anstiege der dritten Kategorie: 3, 2 und einen Punkt für die ersten Drei
- Der Führende der Kombinationswertung trug das Maillot Blanco. Das Klassement setzt sich aus der Gesamtwertung, der Punktewertung und der Bergwertung zusammen.
- Für die Mannschaftswertung wurden die Zeiten der besten drei Fahrer eines Teams bei jeder Etappe addiert.

### Etappen
| Etappe                                           | Sieger                                           | Zeit                                             | Zweiter                                          | Zeit                                             | Dritter                                          | Zeit                                             | Kämpferischster Fahrer |
| ------------------------------------------------ | ------------------------------------------------ | ------------------------------------------------ | ------------------------------------------------ | ------------------------------------------------ | ------------------------------------------------ | ------------------------------------------------ | ---------------------- |
| 01.                                              | Movistar Team                                    | 14' 13"                                          | Cannondale                                       | + 6"                                             | Orica GreenEdge                                  | + 6"                                             | 0nicht vergeben        |
| 02.                                              | Nacer Bouhanni                                   | 4h 01' 30"                                       | John Degenkolb                                   | + 0"                                             | Roberto Ferrari                                  | + 0"                                             | Javier Aramendia       |
| 03.                                              | Michael Matthews                                 | 5h 12' 14'                                       | Daniel Martin                                    | + 0"                                             | Joaquim Rodríguez                                | + 0"                                             | Luis Mas               |
| 04.                                              | John Degenkolb                                   | 4h 02' 55"                                       | Vicente Reynés                                   | + 0"                                             | Michael Matthews                                 | + 0"                                             | Amets Txurruka         |
| 05.                                              | John Degenkolb                                   | 4h 41' 47"                                       | Nacer Bouhanni                                   | + 0"                                             | Moreno Hofland                                   | + 0"                                             | Pim Ligthart           |
| 06.                                              | Alejandro Valverde                               | 4h 35' 27"                                       | Christopher Froome                               | + 0"                                             | Alberto Contador                                 | + 0"                                             | Pim Ligthart           |
| 07.                                              | Alessandro De Marchi                             | 4h 01' 52"                                       | Ryder Hesjedal                                   | + 1' 34"                                         | Hubert Dupont                                    | + 1' 35"                                         | Ryder Hesjedal         |
| 08.                                              | Nacer Bouhanni                                   | 4h 29' 00"                                       | Michael Matthews                                 | + 0"                                             | Peter Sagan                                      | + 0"                                             | Javier Aramendia       |
| 09.                                              | Winner Anacona                                   | 4h 34' 14"                                       | Alexei Luzenko                                   | + 45"                                            | Damiano Cunego                                   | + 50"                                            | Luis Mas               |
| 10.                                              | Tony Martin                                      | 47' 08"                                          | Rigoberto Uran                                   | + 15"                                            | Fabian Cancellara                                | + 18"                                            | Tony Martin            |
| 11.                                              | Fabio Aru                                        | 3h 41' 03"                                       | Alejandro Valverde                               | + 6"                                             | Joaquim Rodríguez                                | + 6"                                             | Wassil Kiryjenka       |
| 12.                                              | John Degenkolb                                   | 4h 11' 18"                                       | Tom Boonen                                       | + 0"                                             | Jacopo Guarnieri                                 | + 0"                                             | Matthias Krizek        |
| 13.                                              | Daniel Navarro                                   | 4h 21' 04"                                       | Daniel Moreno                                    | + 2"                                             | Wilco Kelderman                                  | + 2"                                             | Luis León Sánchez      |
| 14.                                              | Ryder Hesjedal                                   | 5h 18' 10                                        | Oliver Zaugg                                     | + 10"                                            | Imanol Erviti                                    | + 30"                                            | Luis León Sánchez      |
| 15.                                              | Przemysław Niemiec                               | 4h 11' 09"                                       | Alejandro Valverde                               | + 5"                                             | Joaquim Rodríguez                                | + 5"                                             | Javier Aramendia       |
| 16.                                              | Alberto Contador                                 | 4h 53' 35"                                       | Christopher Froome                               | + 15"                                            | Alessandro De Marchi                             | + 50"                                            | Luis León Sánchez      |
| 17.                                              | John Degenkolb                                   | 4h 26' 07"                                       | Michael Matthews                                 | + 0"                                             | Fabian Cancellara                                | + 0"                                             | Bob Jungels            |
| 18.                                              | Fabio Aru                                        | 3h 47' 17"                                       | Christopher Froome                               | + 1"                                             | Alejandro Valverde                               | + 13"                                            | Luis León Sánchez      |
| 19.                                              | Adam Hansen                                      | 4h 21' 58"                                       | John Degenkolb                                   | + 5"                                             | Michael Matthews                                 | + 5"                                             | Pim Ligthart           |
| 20.                                              | Alberto Contador                                 | 5h 11' 43"                                       | Christopher Froome                               | + 16"                                            | Alejandro Valverde                               | + 57"                                            | Jérôme Coppel          |
| 21.                                              | Adriano Malori                                   | 11' 12"                                          | Jesse Sergent                                    | + 8"                                             | Rohan Dennis                                     | + 9"                                             | Adriano Malori         |
| Kämpferischster Fahrer der Vuelta a España 20140 | Kämpferischster Fahrer der Vuelta a España 20140 | Kämpferischster Fahrer der Vuelta a España 20140 | Kämpferischster Fahrer der Vuelta a España 20140 | Kämpferischster Fahrer der Vuelta a España 20140 | Kämpferischster Fahrer der Vuelta a España 20140 | Kämpferischster Fahrer der Vuelta a España 20140 | Christopher Froome     |

### Gesamtwertung
| Etappe   | Führender            | Zeit        | Zweiter            | Zeit     | Dritter            | Zeit     |
| -------- | -------------------- | ----------- | ------------------ | -------- | ------------------ | -------- |
| 01.      | Jonathan Castroviejo | 14' 13"     | Alejandro Valverde | + 0"     | Andrey Amador      | + 0"     |
| 02.      | Alejandro Valverde   | 4h 15' 43"  | Nairo Quintana     | + 0"     | Andrey Amador      | + 0"     |
| 03.      | Michael Matthews     | 9h 27' 53"  | Nairo Quintana     | + 4"     | Alejandro Valverde | + 11"    |
| 04.      | Michael Matthews     | 13h 30' 44" | Nairo Quintana     | + 8"     | Alejandro Valverde | + 15"    |
| 05.      | Michael Matthews     | 18h 12' 31" | Nairo Quintana     | + 13"    | Alejandro Valverde | + 20"    |
| 06.      | Alejandro Valverde   | 22h 48' 08" | Nairo Quintana     | + 15"    | Alberto Contador   | + 18"    |
| 07.      | Alejandro Valverde   | 26h 52' 20" | Nairo Quintana     | + 15"    | Alberto Contador   | + 18"    |
| 08.      | Alejandro Valverde   | 31h 21' 20" | Nairo Quintana     | + 15"    | Alberto Contador   | + 18"    |
| 09.      | Nairo Quintana       | 35h 58' 05" | Alberto Contador   | + 3"     | Alejandro Valverde | + 8"     |
| 10.      | Alberto Contador     | 36h 45' 49" | Alejandro Valverde | + 27"    | Rigoberto Uran     | + 59"    |
| 11.      | Alberto Contador     | 40h 26' 56" | Alejandro Valverde | + 20"    | Rigoberto Uran     | + 1' 08" |
| 12.      | Alberto Contador     | 44h 38' 14" | Alejandro Valverde | + 20"    | Rigoberto Uran     | + 1' 08" |
| 13.      | Alberto Contador     | 48h 59' 23" | Alejandro Valverde | + 20"    | Rigoberto Uran     | + 1' 08" |
| 14.      | Alberto Contador     | 54h 20' 16" | Alejandro Valverde | + 42"    | Christopher Froome | + 1' 13" |
| 15.      | Alberto Contador     | 58h 31' 35" | Alejandro Valverde | + 31"    | Christopher Froome | + 1' 20" |
| 16.      | Alberto Contador     | 63h 25' 00" | Alejandro Valverde | + 1' 36" | Christopher Froome | + 1' 39" |
| 17.      | Alberto Contador     | 67h 51' 07" | Alejandro Valverde | + 1' 36" | Christopher Froome | + 1' 39" |
| 18.      | Alberto Contador     | 71h 38' 37" | Christopher Froome | + 1' 19" | Alejandro Valverde | + 1' 32" |
| 19.      | Alberto Contador     | 76h 00' 40" | Christopher Froome | + 1' 19" | Alejandro Valverde | + 1' 32" |
| 20.      | Alberto Contador     | 81h 12' 13" | Christopher Froome | + 1' 37" | Alejandro Valverde | + 2' 35" |
| 21.      | Alberto Contador     | 81h 25' 05" | Christopher Froome | + 1' 10" | Alejandro Valverde | + 1' 50" |
| Ergebnis | Alberto Contador     | 81h 25' 05" | Christopher Froome | + 1' 10" | Alejandro Valverde | + 1' 50" |

### Wertungstrikots
| Etappe | Punktewertung    | Bergwertung        | Kombinationswertung | Clasificación por equipos Teamwertung |
| ------ | ---------------- | ------------------ | ------------------- | ------------------------------------- |
| 01.    | nicht vergeben   | nicht vergeben     | nicht vergeben      | Movistar Team                         |
| 02.    | Nacer Bouhanni   | Nathan Haas        | Valerio Conti       | Movistar Team                         |
| 03.    | Nacer Bouhanni   | Luis Mas           | Luis Mas            | Belkin-Pro Cycling Team               |
| 04.    | Michael Matthews | Luis Mas           | Valerio Conti       | Belkin-Pro Cycling Team               |
| 05.    | John Degenkolb   | Luis Mas           | Sergio Pardilla     | Belkin-Pro Cycling Team               |
| 06.    | John Degenkolb   | Luis Mas           | Alejandro Valverde  | Belkin-Pro Cycling Team               |
| 07.    | John Degenkolb   | Luis Mas           | Alejandro Valverde  | Belkin-Pro Cycling Team               |
| 08.    | John Degenkolb   | Luis Mas           | Alejandro Valverde  | Belkin-Pro Cycling Team               |
| 09.    | John Degenkolb   | Luis Mas           | Alejandro Valverde  | Movistar Team                         |
| 010.   | John Degenkolb   | Luis Mas           | Alejandro Valverde  | Movistar Team                         |
| 11.    | John Degenkolb   | Luis Mas           | Alejandro Valverde  | Movistar Team                         |
| 12.    | John Degenkolb   | Luis Mas           | Alejandro Valverde  | Movistar Team                         |
| 13.    | John Degenkolb   | Luis Mas           | Alejandro Valverde  | Movistar Team                         |
| 14.    | John Degenkolb   | Luis León Sánchez  | Alejandro Valverde  | Movistar Team                         |
| 15.    | John Degenkolb   | Alejandro Valverde | Alejandro Valverde  | Team Katusha                          |
| 16.    | John Degenkolb   | Luis León Sánchez  | Alejandro Valverde  | Team Katusha                          |
| 17.    | John Degenkolb   | Luis León Sánchez  | Alejandro Valverde  | Team Katusha                          |
| 18.    | John Degenkolb   | Luis León Sánchez  | Alberto Contador    | Team Katusha                          |
| 19.    | John Degenkolb   | Luis León Sánchez  | Alberto Contador    | Team Katusha                          |
| 20.    | John Degenkolb   | Luis León Sánchez  | Alberto Contador    | Team Katusha                          |
| 21.    | John Degenkolb   | Luis León Sánchez  | Alberto Contador    | Team Katusha                          |
| Sieger | John Degenkolb   | Luis León Sánchez  | Alberto Contador    | Team Katusha                          |